# Fritz Paudler
Fritz Paudler (* 1882 in Libouchec; † Mai 1945 in Prag) war ein deutscher Ethnologe.

## Leben
Er studierte Ethnologie an der Universität Wien bei Rudolf Pöch. Im Ersten Weltkrieg führte er physikalisch-anthropologische Messungen in Kriegsgefangenenlagern in Deutschland, im Habsburgerreich und in Rumänien durch.
1923 habilitierte er und arbeitete als Privatdozent für Rassen-, Völker- und Vorgeschichtsforschung an der Deutschen Universität Prag, 1925 wurde er Professor für Anthropologie und Ethnologie. Er war mit einem jüdischen Partner verheiratet und wurde 1944 von den Nazis als Professor entlassen. 1945 wurde er in das Konzentrationslager Theresienstadt gebracht.
Er beeinflusste die Arbeit der Ethnologen Dominik Wölfel und Franz Baermann Steiner.

## Schriften (Auswahl)
- als Herausgeber mit Karl Koberg: Die Einrichtung und Verwaltung kleiner Gemeindebüchereien. Auf Grund der Arbeit Ernst Schmidts. Leitmeritz 1921, OCLC 1069720900.
- Die hellfarbigen Rassen und ihre Sprachstämme, Kulturen und Urheimaten. Ein neues Bild vom heutigen und urzeitlichen Europa. Heidelberg 1924, OCLC 12749156.
- Scheitelnarbensitte, Anschwellungsglaube und Kulturkreislehre. Brünn 1932, OCLC 604402247.
- Die Volkserzählungen von der Abschaffung der Altentötung. Helsinki 1937, OCLC 444236334.